# Designové myšlení
Designové myšlení je nepříliš výstižný překlad anglického slovního spojení „design thinking“, jehož užití se postupně vžilo pro označení systematičtější strategie tvorby a výuky designu zaměřených podle marketinkových teorií na zákazníka. Lze jej považovat za součást podobně situovaného designového výzkumu (design-research). Návazně na design thinking existuje také "art thinking" související s tzv. uměleckým výzkumem.
Účelem užití metody je tvorba inovací, které podporují kontinuální zlepšování tzv. uživatelského zážitku. To je charakteristické pro jednostranně ziskové přístupy „zaměřené na zákazníka“, které podporou okamžitých subjektivních zážitků (tzv. povrchní typ komfortu) získávají oblibu zákazníků, aniž by jim měly být dlouhodobě prospěšné. K dlouhodobé prospěšnosti totiž vedou méně ziskové finančně a eticky náročnější postupy směřující ke komplexním kvalitám ergonomickým, ekologickým a funkčním „zaměřené na uživatele“ (tzv. nepovrchní typ komfortu).
Časté formulace, že „metodě design-thinking nejde ani tak o vyřešení jednoho problému, ale o kontinuální pozornost potřebám uživatele“ prozrazují neznalost rozvinutých vědeckých oborů o komplexní interakci člověka, produktů a prostředí (human factors, ergonomie). Designové myšlení proto představuje jeden z problematických trendů, který nezbytně vyžaduje kritickou reflexi odpovídající požadavkům „kritického myšlení“, „kritického designu“ nebo „kritických muzeí designu“.

## Pozadí
Designové myšlení má svou historii sahající do 50. a 60. let 20. století a má kořeny ve studiu poznávání designu a metod designu. Bylo také označováno jako „designérské způsoby poznávání, myšlení a jednání“ a jako „designérské myšlení“. Mnoho klíčových pojmů a aspektů designérského myšlení bylo identifikováno na základě studií napříč různými oblastmi designu, designérského poznávání a designérské činnosti v laboratorním i přirozeném kontextu[.
Termín designové myšlení byl používán pro označení specifického kognitivního stylu (myšlení jako designér), obecné teorie designu (způsobu chápání toho, jak designéři pracují) a souboru pedagogických prostředků (díky nimž se organizace nebo nezkušení designéři mohou naučit přistupovat ke komplexním problémům designérským způsobem). Různá použití vedla k určitému zmatku v používání tohoto termínu.

## Jako proces navrhování
Designové myšlení je iterativní, nelineární proces, který zahrnuje činnosti, jako je analýza kontextu, uživatelské testování, hledání a rámcování problémů, nápady a generování řešení, kreativní myšlení, skicování a kreslení, prototypování a vyhodnocování.
Mezi základní rysy designového myšlení patří schopnost:
- řešit špatně definované nebo zlovolné problémy,
- přijímat strategie zaměřené na řešení,
- používat abduktivní a produktivní uvažování,
- používat neverbální, grafické/prostorové prostředky modelování, například skicování a prototypování.[11]

## Obecný popis strategie

### Empatie

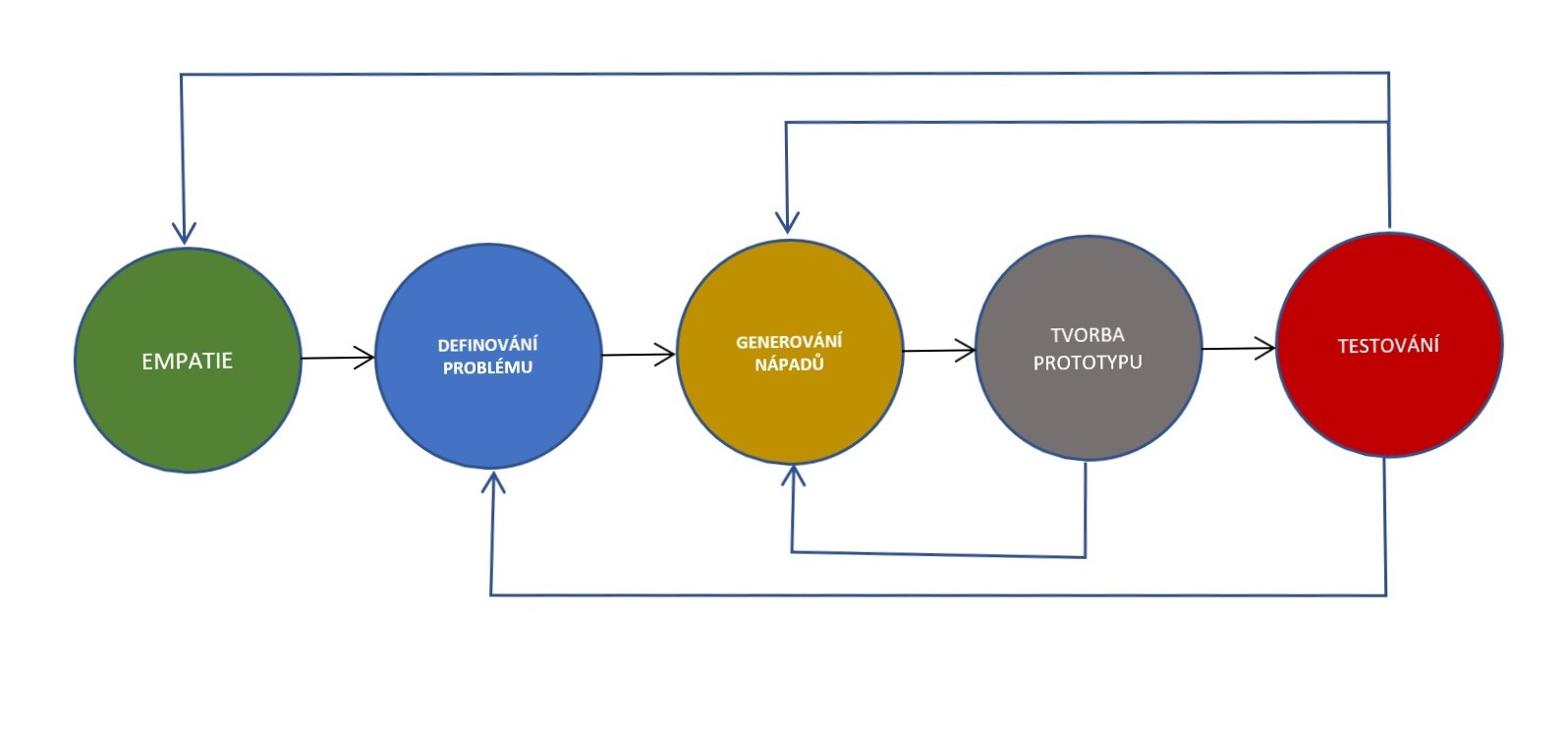
Vizualizace strategie

Metodické návody doporučují se nejprve soustředit na myšlení a potřeby zákazníka, spotřebitele, resp. uživatele.

### Definování problému
V této fázi jde o shrnutí všech pozorování, tedy o vyhodnocení předchozího výzkumu.

### Generování nápadů
k řešení definovaného problému vede ke shromáždění různých možností, které mohou být srovnávány.

### Tvorba prototypu
je modelovou verzí řešení coby výsledek výběru z možností, ke kterým dospěla předchozí fáze. Jde o vytvoření takového modelu, na kterém bude možné ověřit mnohé důležité vlastnosti, a to nejen ve vztahu k lidskému organismu, ale i v dalších vazbách.

### Testování
představuje zkoumání interakce prototypu s lidským organismem, ale současně také s dalším prostředím. Odborně jde o prostor ergonomie, která užívá laboratorní testovací metody. Fáze testování může představovat nezbytnost vrátit se dílčím nebo celkový způsobem na začátek procesu.
Některé teorie považují členění na pět fází za nepřípustné zjednodušení a zařazují do struktury i další, např. studium vědeckých poznatků nebo fázi důsledné analýzy. Celou strategii je lépe než jako uzavřený lineární proces vnímat jako variabilní proces cyklický, který za specifických okolností může propojovat své různé fáze.

## Společensky zodpovědné užití strategie
Strategii lze užívat společensky odpovědně (zaměření na uživatele) i neodpovědně (zaměření na zákazníka). Namísto dále popsaných ideálních hraničních forem se v praxi vyskytují spíše formy smíšené, protože na jedné straně je dosažení společensky vysoce odpovědné formy velmi náročné a na druhé straně rozvinutější společnost nutí přirozeně tržní mechanismus k ústupkům od jednostranně zištné povrchnosti.
V úvodní snaze o vcítění se (empatii) je rozhodující pochopit rozdíl mezi rolí zákazníka a uživatele. Při společensky zodpovědném přístupu je nezbytné se soustředit na uživatele, což je komplexní kategorie, v níž dominuje především lidský organismus v interakci s produktem i celým prostředím, a to v dlouhodobém pojetí dopadu všech faktorů na naše tělo. Role uživatele představuje ergonomický (psychický a fyzický) vztah, kde jsou důležité, smysly často nekontrolovatelné dlouhodobé vazby směřující ke komplexnímu komfortu lidského organismu. Vytvoření nepovrchního komfortu je vždy ekonomicky náročnější, a proto méně ziskové. Společensky odpovědný přístup vychází z vědeckého předpokladu, že schopnost empatie je závislá na kvalitě vrozených, příp. dále rozvíjených typech inteligence intrapersonální a interpersonální. Tu je nezbytné podpořit vědeckou kvalifikací (ergonomie, ekologie ad.) a statistickými průzkumy nebo laboratorním testováním.
Definování problému. Při vyhodnocení prvotního výzkumu jde o integraci poznatků aplikovaných ve prospěch uživatele. Je nezbytné citlivě stanovit poměr mezi předpokládaným efektem obou stran – výrobce a člověka užívajícího designový produkt. Je také nutné vnímavě rozlišit mezi faktory směřujícími k dlouhodobému přínosu pro lidský organismus a povrchními přáními. Z předchozí fáze přirozeně vyplývá, že jde o náročnou multidisciplinární činnost, která převážně vyžaduje týmovou spolupráci různě kvalifikovaných vědců a dalších odborníků.
Ve fázi generování nápadů k řešení definovaného problému může jít stejně o intuitivní postupy (brainstorming) jako o systematickou racionální diskusi. Je-li prováděna výše zmíněným týmem odborníků, má předpoklady kvalitních výstupů. Ty je vhodné různými pomocnými metodami nejen vizualizovat, ale také odborně ověřovat vlastnosti, které se již v tuto chvíli jeví sporné. Posloužit k tomu mohou různé softwarové pomůcky, které jsou schopné ověřit některé jednoduše nesnadno představitelné kvality.
Tvorba prototypu by měla být jak v digitální, tak ve fyzické rovině. Fyzický model nemůže být vždy zcela funkční a tehdy může chybějící funkce simulovat software, stejně jako některé vazby k organismu uživatele, které nejsou snadno (nebo krátkodobě) ověřitelné lidskými smysly.
Fáze testování představuje v kvalitní rovině komplexní měření interakce produktu, lidského organismu a prostředí. Výsledky jsou vyhodnocovány zejména podle zdravotnických, ekologických, technických ad. standardů. Zahrnování subjektivních pocitů uživatele může představovat odborně a ekonomicky velmi náročný proces. Kvalita testování vypovídá o výši společenské odpovědnosti týmu.

## Společensky nezodpovědné užití strategie
Při společensky nezodpovědném přístupu k „empatii“ se pracuje se soustředěním na omezenou roli zákazníka. Roli zákazníka charakterizuje obchodní vztah, kde jsou důležité převážně krátkodobé vazby motivující rozhodnutí k nákupu nebo posuzující samotnou efektivnost produktů. Je to prostor pro jednostranné působení trendsetterů, opinion leaderů, influencerů apod. Jde tu o omezenou zištnou empatii nezajímající se o skutečné potřeby lidského organismu, ale jen o jeho přání. Přání a potřeby uživatele se více kryjí jen u nevelké skupiny osobnostně nejrozvinutější části populace. Pojem „komfort“ se zde užívá v krátkodobém, povrchním pojetí. Pro takový přístup řešení je charakteristické užití finančně nenáročných metod bez zapojení vědecké kvalifikace např. fokusových skupin, náhodných rozhovorů, tržních průzkumů apod.
Definování problému. Při povrchně komerčním přístupu se ve druhé fázi vyhodnocují především, a nebo jen poznatky zákazníkových preferencí. Faktory směřující k dlouhodobému přínosu pro lidský organismus, které jsou ekonomicky náročnější, se podceňují, zatímco se staví na komerčně efektních povrchních přáních, jejichž splnění je možné méně nákladnou cestou. Estetické kvality společně s reklamou zde mohou nahradit mnohé ekonomicky náročné kvality produktu. Podobně jako v prvé fázi, ani zde nejde o (i finančně) náročnější typ týmové spolupráce vědců ad. kvalifikovaných odborníků.
Generování nápadů. Při zjednodušeném přístupu jde především o intuitivní postupy (brainstorming) odborně nekomplexního týmu buď jen designérů, nebo s doplňkem marketinkových odborníků a manažerů. Své návrhy jen zjednodušeně vizualizují, přirozeně zejména konzervativním způsobem bez zakreslení uživatelské interakce.
Z povahy svého zaměření na povrchní komfort bývá tvorba prototypu omezena jen na modelování komerčně atraktivních kvalit.
Proto i závěrečné testování má povahu marketinkového průzkumu, nikoliv objektivního přístrojového testování.

## Příklad z praxe
Navrhování WC mísy představuje komplexní činnost zabývající se jak potřebami lidského organismu, tak přáními uživatelů. Jednostranné výsledky design-thinking v tomto směru vidíme běžně na trhu. Společensky nezodpovědný přístup vede k naprosté převaze produktů, kde dominuje povrchní přání maximálně omezit zápach nebo omezit zvuk bouchnutí při sklopení sedátka. Téměř nepoužívaný společensky odpovědný přístup pracující s názory lékařů a ergonomů na potřeby lidského organismu, vede na druhé straně k naprostému nedostatku WC mís, v nichž je na plošince možné pravidelně kontrolovat kvalitu moči a stolice vizuálně i čichem, stejně jako k nedostatku WC mís, které mají speciálně upravená sedátka ve třech rovinách omezující rizika přenosu infekcí.